# Journée mondiale de l'Afrique
La journée mondiale de l'Afrique, est le jour de la commémoration annuelle de la fondation de l'Organisation de l'unité africaine (OUA, devenue Union africaine en 2002), le 25 mai 1963. Elle est célébrée en Afrique et dans le reste du monde.

## Contexte
Le premier congrès des États africains indépendants se tenait à Accra, au Ghana, le 15 avril 1958. Il est convoqué par le premier ministre du Ghana, Kwame Nkrumah, et y figurent une délégation de l'Égypte (à l'époque partie constituante de la République arabe unie), de l'Éthiopie, du Ghana, du Liberia, de la Libye, du Maroc, du Soudan, de la Tunisie et de l'Union des populations du Cameroun. L'Union d'Afrique du Sud n'est pas invitée. La conférence présente les progrès des mouvements de libération du continent en tant que symboles de la détermination des peuples d'Afrique à se libérer de la domination et de l'exploitation étrangère. Quoique le Congrès panafricain eut œuvré à des fins similaires depuis sa fondation en 1900, c'est la première fois qu'une telle réunion est organisée sur le sol africain.
La conférence appelle à la création d'une « journée africaine de la liberté », un jour pour « marquer chaque année le progrès du mouvement de libération et pour symboliser la détermination des peuples d'Afrique à se libérer eux-mêmes de la domination et de l'exploitation étrangère. »
La conférence préfigure les réunions ultérieures des chefs d'État et de gouvernement africains, celles du « groupe de Casablanca » et du « groupe de Monrovia », qui précèderont la création de l'OUA en 1963.

## Histoire
Cinq ans plus tard, le 25 mai 1963, des représentants de trente nations africaines se rencontrent à Addis-Abeba, en Éthiopie, accueillis par Haïlé Sélassié. À ce moment, les deux-tiers du continent ont accédé à l'indépendance, arrachée la plupart du temps à des États européens colonialistes. C'est à cette occasion qu'est fondée l'Organisation de l'unité africaine, dans le but d'encourager la décolonisation de l'Angola, du Mozambique, alors encore colonies portugaises, de l'Afrique du Sud et de la Rhodésie du Sud sous régime d'apartheid et dominées par des minorités d'origine européenne. L'organisation s'engage à soutenir l'action menée par les combattants de la liberté. Une charte est élaborée, visant à améliorer le niveau de vie dans les États membres. Haïlé Sélassié déclare « Puisse cette union durer mille ans ».
La charte est signée, le 26 mai, par les participants, à l'exception du Maroc. À cette occasion, la « journée africaine de la liberté » est renommé « journée mondiale de l'Afrique ». En 2002, l'OUA est remplacée par l'Union africaine. La journée mondiale de l'Afrique continue cependant à être célébrée le 25 mai, en mémoire de la création de l'OUA.

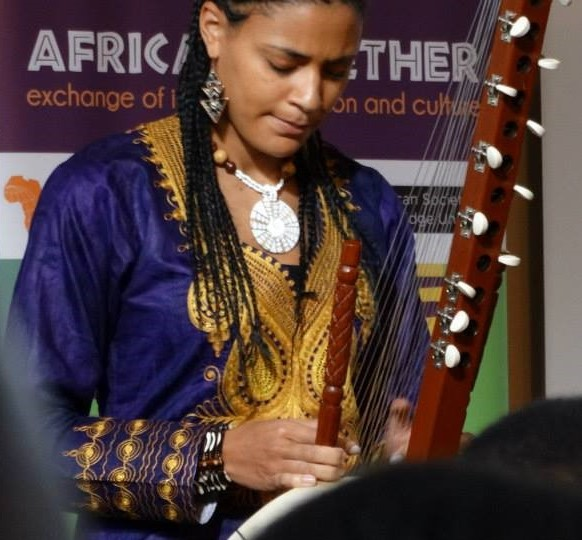
Sona Jobarteh jouant de la kora à l'université de Cambridge à l'occasion de la Journée mondiale de l'Afrique en mai 2014.

## Célébrations
La journée mondiale de l'Afrique continue à être célébrée en Afrique et dans le monde. Des thèmes sont mis en avant chaque année ; 2015 est ainsi consacré au développement de la femme, 2018 porte sur la lutte contre la corruption.